# Symphonie no 3 d'Alfvén
Pour les articles homonymes, voir Symphonie no 3.
La Symphonie no 3 en mi majeur opus 23 (Rudén 54) a été écrite par le compositeur suédois Hugo Alfvén en juillet-septembre 1905.

## Historique
L'histoire de cette symphonie est intimement liée à la vie du compositeur lui-même. Après avoir étudié la direction d'orchestre avec de Hermann Kutzschbach, Alfvén est allé poursuivre sa formation auprès de Xaver Scharwenka (compositeur et pianiste). Là, Alfvén a rencontré la chanteuse Anna Norrie. Norrie venait de recevoir une invitation de son amie Marie Krøyer pour lui rendre une visite à Taormine. Norrie a accepté l'invitation et Alfvén l'a accompagnée. C'est ainsi qu'il a fait connaissance de sa future femme, qui était alors l'épouse de Peder Severin Krøyer. Sur le chemin du retour, le nouveau couple est resté à Sori, où Alfvén a commencé sa troisième symphonie durant l'été 1905, alors que Marie était enceinte de lui. Plus tard dans l'année 1906, Alfvén a orchestré une grande partie de cette nouvelle œuvre à Capri. C'est seulement en 1912 qu'ils se sont mariés.
La création qui a eu lieu le 3 décembre 1906 à Göteborg, a été couronnée de succès. L'Orchestre symphonique de Göteborg était dirigé par le compositeur.
Le compositeur a dédicacé la symphonie « à mon épouse ».
La partition autographe se trouve  à la Bibliothèque de l'Université d'Uppsala.

## Structure
La symphonie comporte quatre mouvements.
1. Allegro con brio, en mi majeur, à
2. Andante, en ré bémol majeur, à
3. Presto, en la majeur, à
4. Allegro con brio, en mi majeur, à

Durée : environ 34 minutes

## Orchestration
| Instrumentation de la symphonie no 3 |
| Cordes |
| premiers violons, seconds violons, altos, violoncelles, contrebasses                                                                            |
| Bois |
| 3 flûtes dont une jouant du piccolo, 3 hautbois, dont un jouant du cor anglais, 4 clarinettes dont une jouant de la clarinette basse, 3 bassons |
| Cuivres |
| 6 cors, 3 trompettes 3 trombones 1 tuba |
| Percussions |
| timbales |

## Discographie
- Orchestre philharmonique royal de Stockholm, dir. Neeme Järvi (1988, BIS CD-1478/1480 / Brilliant Classics) (OCLC 699875673 et 982031622)
- Orchestre national royal d'Écosse, dir. Niklas Willén (en) (mai 1996, Naxos 8.553962)[1] (OCLC 1369156636)
- Deutsches Symphonie-Orchester Berlin, dir. Łukasz Borowicz (pl) (février 2018, CPO) (OCLC 1061559258)